# Alternative Liste Innsbruck

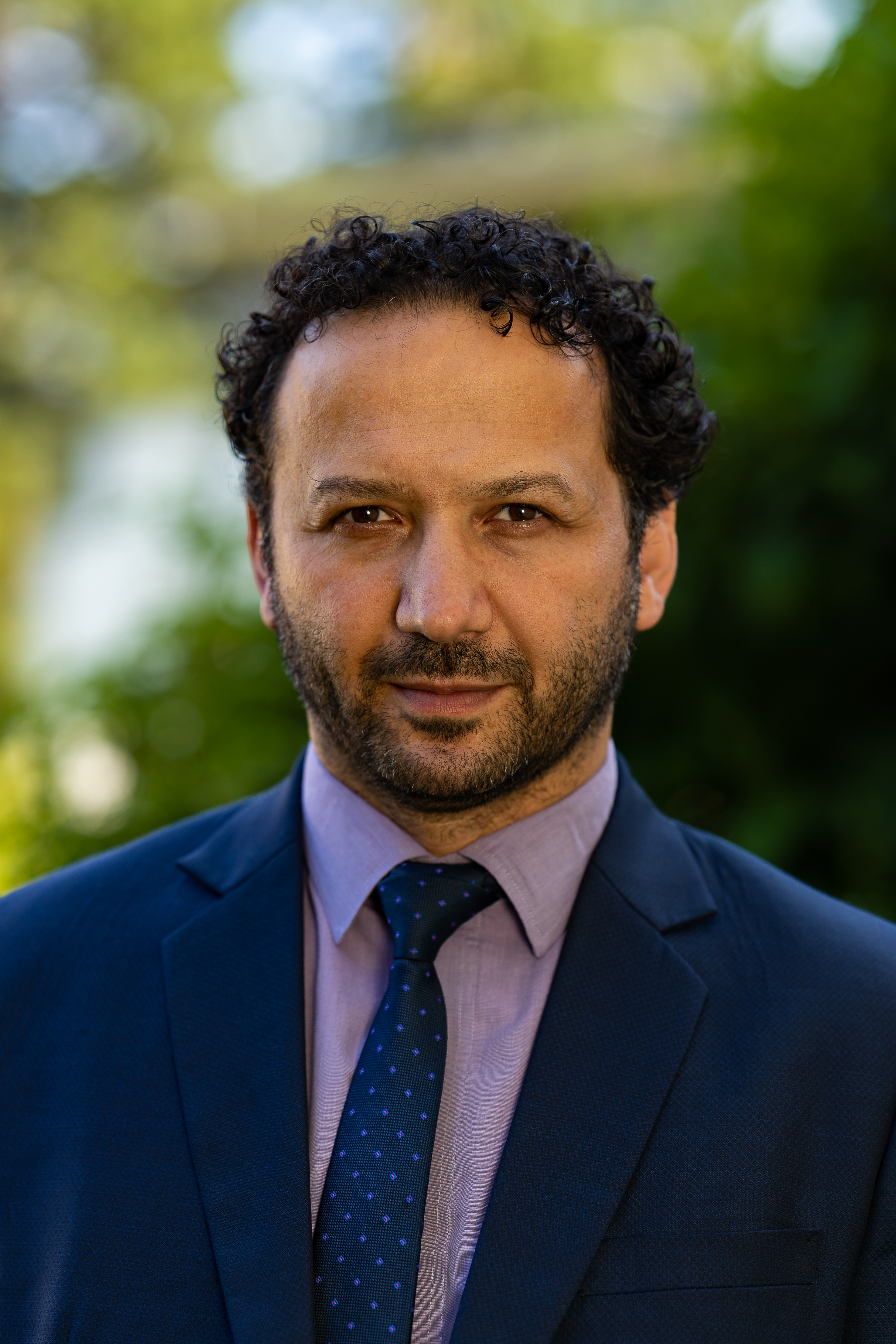
Mesut Onay

Die Alternative Liste Innsbruck (ALi) ist eine Wählergruppe in Innsbruck, die seit 2018 im Gemeinderat vertreten ist und sich im politischen Spektrum links verortet.

## Geschichte
Die ALi wurde im November 2017 gegründet. Zu den Gründungsmitgliedern zählten neben dem vormals grünen Gemeinderat Mesut Onay der Sprachwissenschaftler und SPÖ-Mitglied Ivo Hajnal und die ehemalige Vorsitzende der Piraten Partei Tirol, Irene Labner. Zur Gründung kam es nach einem Zerwürfnis zwischen Onay und dem grünen Gemeinderatsclub. Die Namenswahl kann dabei als Anlehnung an jenes Wählerbündnis gesehen werden, welches 1983 und 1989 in den Innsbrucker Gemeinderat einzog und später in den Grünen aufging. Im Dezember 2017 kündigte die Gruppe in einer Pressekonferenz an, bei der Gemeinderatswahl im April 2018 antreten zu wollen. Für die gleichzeitig stattfindende Bürgermeisterwahl wurde entgegen ersten Ankündigungen kein Kandidat aufgestellt. Unterstützt wurde die Liste von der KPÖ, die selbst nicht bei der Gemeinderatswahl kandidierte.
Bei der Wahl gewann die Liste 1220 Stimmen (2,38 %) und damit ein Mandat im Gemeinderat.

### Gemeinderatswahl 2024
Im November 2023 wurde der Antritt bei der Wahl im April 2024 bekanntgegeben und im Januar 2024 wurden die Listenplätze zwei bis neun präsentiert. Neben vier Mandaten im Gemeinderat wurde die Wahl von Bürgermeisterkandidat Mesut Onay als Wahlziel definiert. Bei der Wahl erhielt die ALI 2889 Stimmen (4,83 %). Sie konnte damit die neu eingeführte Vierprozenthürde überspringen und zwei Mandate gewinnen. In der Bürgermeisterwahl erhielt Onay 1392 Stimmen (2,35 %).

## Programm
ALI beschäftigt sich nach eigenen Angaben mit den Themen Bürgerbeteiligung und Demokratie, Soziales und Gesundheit, Klima- und Umweltschutz, Migration, Kultur und Stadtteile. Das Programm für die Gemeinderatswahl 2018 wurde in einem partizipativen Prozess mit Innsbrucker Bürgern entwickelt. In ihrer Struktur lehnt sich die ALi stark an basisdemokratische Plattform anderer europäischer Städte wie etwa Barcelona en Comú an.